# Gongshu
Der Stadtbezirk Gongshu (拱墅區 / 拱墅区,  Gǒngshù Qū) ist ein Stadtbezirk der Unterprovinzstadt Hangzhou, der Hauptstadt der Provinz Zhejiang in der Volksrepublik China. Er hat eine Fläche von 98,16 km² und zählt 1.120.985 Einwohner (Stand: Zensus 2020). Er ist Sitz der Stadtregierung.

## Administrative Gliederung
Auf Gemeindeebene setzt sich der Stadtbezirk aus sechs Straßenvierteln und vier Großgemeinden zusammen. 